# 漫咖啡
漫咖啡，是漫创作餐饮管理有限公司旗下的一个咖啡连锁品牌，该品牌由韩国商人辛子相在中国北京创办。2011年12月25日，漫咖啡的第一家门店试营业。截至2015年11月，漫咖啡在中国大陆地区已拥有超过150家门店。

## 历史
2011年12月25日，漫咖啡的第一家门店——北京丽都店在圣诞节当天试营业。2013年6月，漫咖啡在中国大陆扩张至拥有36家门店。